# Erik Larsson (centerpartist)
Erik Larsson, född 29 maj 1918 i Lindesbergs landsförsamling, Örebro län, död 12 juli 2005 i Nora bergsförsamling, Örebro län, var en svensk lantbrukare och centerpartistisk riksdagspolitiker.
Larsson var ledamot av riksdagens andra kammare 1965–1970 samt riksdagsledamot 1971–1982, invald i Örebro läns valkrets.